# Конвенція про поліпшення долі поранених та хворих у регулярних арміях (1929)
Женевська конвенція 1929 року, формально відома як «Конвенція про поліпшення долі поранених та хворих у регулярних арміях на полі бою», була підписана 27 липня 1929 року в Женеві, Швейцарія. Вона призначена для поліпшення умов та стану поранених, хворих та потерпілих внаслідок війни, а також для регулювання та визначення статусу військовополонених.
Ця конвенція була підписана представниками багатьох держав, що брали участь у Міжнародній дипломатичній конференції про перегляд Женевської конвенції 1906 року. Всього участь брали 47 країн. Серед країн-підписантів були, зокрема, такі держави, як США, Велика Британія, Франція, Італія, Японія, Німеччина, Канада, Австралія, Індія, Китай, Бразилія, Аргентина та багато інших.
Її основні принципи включали:
1. Заборону на жорстоке або негуманне поводження з військовими, які є в полоні.
2. Заклик до того, щоб військовополонені мали гуманне відношення до себе, без будь-якої дискримінації на основі раси, релігії, політичних поглядів тощо.
3. Забезпечення відповідного лікування та догляду за пораненими або хворими військовополоненими.
4. Заборону на взяття військовополонених як заручників.
5. Забезпечення належного житла, харчування, одягу та медичного догляду військовополоненим.

Ця конвенція також встановила Червоний Хрест як нейтральну організацію, яка має надавати допомогу пораненим, хворим або військовополоненим.
Женевська конвенція 1929 року була замінена Женевською конвенцією 1949 року, в якій додано додаткові заходи захисту для поранених, хворих, морського персоналу, військовополонених і цивільних осіб у час війни.